# Simon Tavaré
Simon Tavaré (né le 13 mai 1952) est le directeur fondateur de l'Institut Herbert et Florence Irving de la dynamique du cancer à l'Université Columbia. Avant de rejoindre Columbia, il est directeur du Cancer Research UK Cambridge Institute, professeur de recherche sur le cancer au département d'oncologie et professeur au département de mathématiques appliquées et de physique théorique (DAMTP) à l'université de Cambridge.

## Biographie
Tavaré fait ses études à la Oundle School et à l'Université de Sheffield où il obtient un baccalauréat ès sciences en 1974, une maîtrise ès sciences en 1975 et un doctorat en 1979.
Tavaré est biologiste informaticien et statisticien, ses recherches se concentrant sur trois domaines principaux : les méthodes statistiques pour l'analyse des données de séquençage de nouvelle génération, les approches évolutives du cancer et les méthodes d'analyse des données génomiques.
Tavare est élu membre de la Royal Society (FRS) en 2011 et membre de l'Académie des sciences médicales (FMedSci) en 2009. Il est titulaire d'un Wolfson Research Merit Award de la Royal Society de 2003 à 2009. En 2018, Tavare est élu membre de l'American Mathematical Society et associé étranger de l'Académie nationale des sciences. En 2020, il est élu membre honoraire du Christ's College de Cambridge, le collège dont il a été membre alors qu'il était professeur à Cambridge entre 2004 et 2019.